# Johanna Flammer
Johanna Flammer (* 1978 in Wesel) ist eine deutsche Künstlerin, die vor allem für ihre Malereien und Keramiken bekannt ist. Sie lebt und arbeitet in Düsseldorf.

## Leben und Ausbildung
Johanna Flammer wurde 1978 in Wesel am Niederrhein geboren. Ihre Ausbildung erhielt sie an der Bildkunstakademie Hamburg (2018), der Ruhrakademie Schwerte (1999–2003), der Universität Essen (2006–2011) und an der Kunstakademie Düsseldorf, wo sie in der Klasse von Martin Gostner studierte. Sie erhielt im Laufe ihrer Karriere zahlreiche Preise.
2023 wurde ihr der Woldemar-Winkler-Preis verliehen, der Preis soll Künstlern helfen, die konsequent den Weg des Imaginativen verfolgen und dabei ähnlich wie Woldemar Winkler nicht von Anfang an auf Anerkennung stoßen. 2012 erhielt Johanna Flammer den Bloom Art Award der Cologne Art Fair. Während ihrer Zeit an der Kunstakademie Düsseldorf entwickelte sie ihren eigenen künstlerischen Stil und experimentierte mit verschiedenen Materialien und Techniken.

## Werk
Johanna Flammers Malerei beinhaltet ausdifferenzierte Formen mit der Technik der Collage und dem plastisch erarbeiteten Gestus. Sie kreiert Formen, die an Natur und Landschaft erinnern. Vermeintliche gestische Farbflächen verweben sich dynamisch in einem ästhetischen Konstrukt. Johanna Flammer entwickelt ihre Gemälde aus verschiedenen Schichten. Neben dem malerischen Gerüst erscheinen collagierte Fragmente, wie Augen, Haare, Münder und Früchte, die den Werken einen figurativen Rahmen geben. Seit einiger Zeit integriert Johanna Flammer Haarfragmente in ihre Bilder. Sie verweist damit auf den individuellen Haarwuchs und ungewöhnliche Formen modischer Frisuren.
In ihrer Bildserie „Nodi“ (von lateinisch „Knoten“) verwendet sie Abbildungen des menschlichen Haares in Malerei, welches die Veränderungen im individuellen körperlichen Erscheinungsbild symbolisiert. Inspiriert wird sie dabei wesentlich von Printwerbung und fotografierten Frisuren. In ihren Collagen verschmilzt Flammer Elemente der Malerei und Fotografie miteinander. Die Frisuren werden von ihrer ursprünglichen Funktion befreit und verwandeln sich in wurzelartige Geflechte, ähnlich Rhizomen, die aus der Farbfläche herauswachsen und an Knoten erinnern, aus denen das Grün der Blätter sprießt.
Ihre Keramikarbeiten erscheinen wie plastische Wesen aus ihrem malerischen Kosmos. Neben Haarplastiken entwickelt sie korallenartige Objekte, aus denen divers farblich gefasste florale Wesen zu wachsen scheinen.

## Ausstellungen (Auswahl)

### Einzelausstellungen
- 2023, PHÖNIXGRAU, Galerie Filser & Gräf, München
- 2023, NATURA MORTE, Galerie Kunst & Denker, Düsseldorf
- 2021, STURMBLAU, Rosenhang-Museum Weilburg
- 2020 morphing, Johanna Flammer & Paul Schwer, Neue Galerie Gladbeck
- 2018, Honiggelb, Galerie Michael Schultz, Berlin
- 2016, SET OUT, Galerie Grand Siécle, Taipei
- 2014, ZOOM, Galerie Michael Schultz, Berlin

### Gruppenausstellungen
- 2022, Johanna Flammer & Tim Berresheim, Auge & Welt, Aachen
- 2018, Ansbach Contemporary 2018, Ansbach
- 2018, Florale Transformation II, Krefelder Kunstverein
- 2017, EDITION 12-21, ME COLLECTORS ROOM BERLIN, Stiftung Olbricht
- 2016, NEM AS PAREDES CONFESSO, Galerie Rua Miguel Bombarda, Porto
- 2016, EDITION 12-21, Kunsthalle Düsseldorf
- 2007, Feldstärke 07, PACT-Zollverein